# Dasychira greeni
Dasychira greeni är en fjärilsart som beskrevs av Antonius Johannes Theodorus Janse 1915. Dasychira greeni ingår i släktet Dasychira och familjen tofsspinnare. Inga underarter finns listade i Catalogue of Life.